# Breza (Kolašin)
Pour les articles homonymes, voir Breza.
Breza (en serbe cyrillique : Бреза) est un village du centre du Monténégro, dans la municipalité de Kolašin.

## Démographie

### Évolution historique de la population
| 1948 | 1953 | 1961 | 1971 | 1981 | 1991 | 2003 |
| ---- | ---- | ---- | ---- | ---- | ---- | ---- |
| 78   | 104  | 170  | 152  | 222  | 200  | 339  |